# تود هاندلي
تود هاندلي (بالإنجليزية: Todd Hundley)‏ هو لاعب كرة قاعدة أمريكي، ولد في 27 مايو 1969 في مارتينسفيل في الولايات المتحدة.

## وصلات خارجية
- تود هاندلي على موقع دوري كرة القاعدة الرئيسي (الإنجليزية)
- تود هاندلي على موقعبيزبول رفرنس.كوم (الدوري الرئيسي) (الإنجليزية)
- تود هاندلي على موقعبيزبول رفرنس.كوم (الدوري الثانوي) (الإنجليزية)
- تود هاندلي على موقع إي إس بي إن.كوم (أم.أل.بي) (الإنجليزية)
- تود هاندلي على موقع مشجعي الرسوم البيانية (الإنجليزية)